# 別府大仏
別府大仏（べっぷだいぶつ）は、かつて大分県別府市天満町7にあった大仏である。

## 特徴
像高24mの鉄筋コンクリート製の阿弥陀如来の大仏で、コンクリートに遺骨や遺髪を混ぜた骨仏である。
蓮華座の内部が三層構造になっており、1階には戒壇巡りと大ホールが設けられ、2階には三十三観音、八十八ケ所の写し霊場があり、3階には不動明王、薬師如来、大日如来、双子権現、文殊菩薩、善光寺菩薩などの6体の仏像が祀られていた。
1989年（平成元年）に解体されており、現存しない。

## 建立の経緯・歴史
大分県を中心に活躍していた実業家岡本榮三郎によって建立された。岡本は出家し、榮信と名乗ると、1925年（大正14年）に大仏建立計画を発表。1928年（昭和3年）、落慶法要を迎えた。
榮信は、大阪天王寺の坂松山高岳院一心寺の骨仏にいたく関心を寄せており、大仏に一般から募った多くの遺骨・遺髪を混ぜたコンクリートで制作した。作仏は、文化功労者山崎朝雲の高弟、入江爲義による。榮信は、大仏を本尊とした榮信寺を開山し、自らその住職となった。
別府大仏はその落慶と同年に開始された地獄めぐり遊覧バスと並んで別府の新名物となり、榮信寺は参詣者でおおいに賑わった。当時の絵葉書には｢東洋一を誇る大佛｣と紹介されている。しかし、露天のためか、コンクリートの風化が激しく、昭和40年代に内部拝観が停止され、老朽化のため1989年（平成元年）に解体された。
現在、跡地は別の寺院の墓地となり、お堂に大仏の1/10スケールの原型仏が祀られている。